# Kaliaganj
Kaliaganj è una suddivisione dell'India, classificata come municipality, di 47.639 abitanti, situata nel distretto del Dinajpur Settentrionale, nello stato federato del Bengala Occidentale. In base al numero di abitanti la città rientra nella classe III (da 20.000 a 49.999 persone).

## Geografia fisica
La città è situata a 25° 37' 60 N e 88° 19' 0 E e ha un'altitudine di 39 m s.l.m..

## Società

### Evoluzione demografica
Al censimento del 2001 la popolazione di Kaliaganj assommava a 47.639 persone, delle quali 24.597 maschi e 23.042 femmine. I bambini di età inferiore o uguale ai sei anni assommavano a 5.720, dei quali 2.933 maschi e 2.787 femmine. Infine, coloro che erano in grado di saper almeno leggere e scrivere erano 33.493, dei quali 18.687 maschi e 14.806 femmine.